# クリント・マンセル
クリント・マンセル（Clinton Darryl "Clint" Mansell, 1963年1月7日 - ）は、イングランド出身の音楽家、作曲家である。ポップ・ウィル・イート・イットセルフの元ボーカルでもある。
ポップ・ウィル・イート・イットセルフ後は映画音楽を作曲しており、特にダーレン・アロノフスキー監督作品の作曲で知られている。

## キャリア

### PWEIとして
イギリスのバンドであるポップ・ウィル・イート・イットセルフ（PWEI）の元メンバーであり、リード・シンガーとギタリストを担当していた。PWEIがナッシング・レコードと契約していたときにマンセルはトレント・レズナーと親しくなり、ナイン・インチ・ネイルズの1999年のアルバム『ザ・フラジャイル』ではバックアップ・ボーカルとして参加した。

### 映画音楽作曲家として
ダーレン・アロノフスキー監督の『π』、『レクイエム・フォー・ドリーム』の音楽を手掛けた。1996年に初めてコラボレーションして以来、マンセルはすべてのアロノフスキー映画の音楽を作曲している。
その他に『穴』のテーマ曲や『CSI:ニューヨーク』のパイロット版の音楽、アロノフスキーの『ファウンテン 永遠につづく愛』、『レスラー』、『ブラック・スワン』の音楽を作曲した。特に『ファウンテン 永遠につづく愛』では第64回ゴールデングローブ賞で作曲賞にノミネートされた。

### 映画予告編
『ロード・オブ・ザ・リング/二つの塔』の予告編では、『レクイエム・フォー・ドリーム』のサウンドトラックの一曲 "Lux Æterna" の編曲版で、フルオーケストラと合唱によるものが使われた。他に、 "Requiem for a Tower" の一部も予告編で流された。

## クレジット
- π Pi (1998)
- レクイエム・フォー・ドリーム Requiem for a Dream (2000)
- World Traveler'' (2001)
- 穴 The Hole (2001)
- ノックアラウンド・ガイズ Knockaround Guys (2001)
- Rain (2001)
- ケイティ Abandon (2002)
- 完全犯罪クラブ Murder by Numbers (2002)
- SONNY ソニー Sonny (2002)
- The Hire: Ticker (2002)
- 11:14 11:14 (2003)
- サスペクト・ゼロ Suspect Zero (2004)
- サハラ 死の砂漠を脱出せよ Sahara (2005)
- DOOM Doom (2005)
- ファウンテン 永遠につづく愛 The Fountain (2006)
- NOセックス、NOライフ! Trust the Man (2006)
- スモーキン・エース/暗殺者がいっぱい Smokin' Aces (2006)
- デス・ロード 染血 Wind Chill (2007)
- In The Wall (2007)
- ラブ・ダイアリーズ Definitely, Maybe (2008)
- レスラー The Wrestler (2008)
- ラスト・ブラッド Blood: The Last Vampire (2009)
- 月に囚われた男 Moon (2009)
- フェアウェル さらば、哀しみのスパイ L'affaire Farewell (2009)
- 理想の彼氏 The Rebound (2010)
- ブラック・スワン Black Swan (2010)
- 恋と愛の測り方 Last Night (2010)
- ファースター 怒りの銃弾 Faster (2010)
- United (2011)
- Mass Effect 3 (2012)
- イノセント・ガーデン Stoker (2013)
- フィルス Filth (2013)
- ノア 約束の舟 Noah (2014)
- ゴースト・イン・ザ・シェル Ghost in the Shell (2017)
- ゴッホ 最期の手紙 Loving Vincent (2017)
- MUTE/ミュート Mute (2018)
- レベッカ Rebecca (2020)
- イン・ジ・アース In the Earth (2021)